# Aenne Rumetsch
Anna Maria „Aenne“ Rumetsch (* 15. Juni 1908 in Annweiler am Trifels; † 14. Dezember 1982 in Ludwigshafen am Rhein) war eine deutsche Kommunalpolitikerin, die sich in der Wohlfahrt engagierte.

## Leben
Aenne Rumetsch, auch Änne benannt, geb. Reinhard, wuchs in einer Arbeiterfamilie zunächst in Annweiler am Trifels auf. Sie besuchte nach Umzug eine Schule in Ludwigshafen am Rhein. Ihre Mutter verstarb, als sie 11 Jahre alt war. Mitte der Zwanziger Jahre begann sie sich in der Arbeiterbewegung zu engagieren und wurde Mitglied in der Sozialistischen Arbeiter-Jugend, der SPD, Arbeiter-Sängerbund, Arbeiter-Samariter-Bund und der Arbeiterwohlfahrt (AWO). Diese Organisationen wurden 1933 durch die Nationalsozialisten verboten. Rametsch arbeitete trotzdem heimlich mehrere Jahre für die Arbeiterbewegung weiter.
1930 trat sie aus der Kirche aus und schloss sich einer freireligiösen Gemeinde  an. Sie heiratete den Fabrikarbeiter und früheren Reichsbanner-Mitglied Friedrich Wilhelm Rumetsch, dieser wurde 1936 wegen seiner sozialistischen Einstellung verhaftet. Rumetsch zog sich daraufhin resigniert in das Privatleben zurück. 1937 wurde ihr Sohn geboren. 1943 starb ihr Mann im Russlandfeldzug, im gleichen Jahr wurde ihre Wohnung durch einen Bombenangriff zerstört. 
Nach Ende des Zweiten Weltkriegs engagierte sie sich für die Opfer und Hinterbliebenen und im Wiederaufbau, sie wirkte dann in dem im Jahr 1950 gegründeten VdK aktiv mit. Eine weitere wichtige Tätigkeit war die Stadtranderholung für Kinder in den zerstörten Städten. 1946 wurde Rumetsch als einzige Frau in den Vorstand des wiedergegründeten SPD-Ortsvereins Ludwigshafen gewählt. Von 1946 bis 1969 war sie ununterbrochen Mitglied des Stadtrats von Ludwigshafen, dort gehörte sie dem Sozial- und Jugendwohlfahrtsausschuss an. Sie war maßgeblich am Wiederaufbau des Ortsvereins der Arbeiterwohlfahrt in Ludwigshafen beteiligt, von 1946 bis 1950 als Vorsitzende, danach bis 1967 als Geschäftsführerin.

## Auszeichnungen
- 1966 Freiherr-vom-Stein-Plakette
- 1969 Ehrenring der Stadt Ludwigshafen
- 1978 Pfalzsäule der Stadt Ludwigshafen
- 1979 Marie-Juchacz-Plakette der AWO
- Goldene Ehrennadel der SPD
- Ehrennadel des VdK
- Eine Seniorenresidenz in Ludwigshafen-Maudach wurde nach ihr benannt[3]